# Vila Nova de Souto d'El-Rei
Pour les articles homonymes, voir Vila Nova.
Vila Nova de Souto d'El-Rei est une paroisse civile portugaise (en portugais : freguesia) de la municipalité de Lamego dans le district de Viseu.

## Géographie
Vila Nova de Souto d'El-Rei se trouve au sud de la paroisse de Lamego (Almacave e Sé), centre urbain de la municipalité. Elle est arrosée par le Rio Balsemão (pt), affluent du Rio Varosa (pt) et sous-affluent du Douro.

## Démographie
Lors du recensement de 2021, Vila Nova de Souto d'El-Rei compte 728 habitants.